# Zeeburg Dubbelbock
Zeeburg Dubbelbock is een Nederlands bokbier van lage gisting.
Het bier wordt sinds 2012 gebrouwen in opdracht van Brouwerij Zeebrug bij De Proefbrouwerij te Hijfte. Het is een roodbruin bier, type dubbelbok met een alcoholpercentage van 8,2%. Tot 2011 werd dit bier gebrouwen bij Brouwerij De Prael te Amsterdam en had oorspronkelijk een alcoholpercentage van 7,7%.

## Prijzen
- Beste Bockbier Competitie 2012: eerste plaats in de categorie Dubbelbock.
- Beste Bockbier Competitie 2011: tweede plaats in de categorie Dubbelbock.